# Cerimônia de abertura dos Jogos Pan-Americanos de 2015

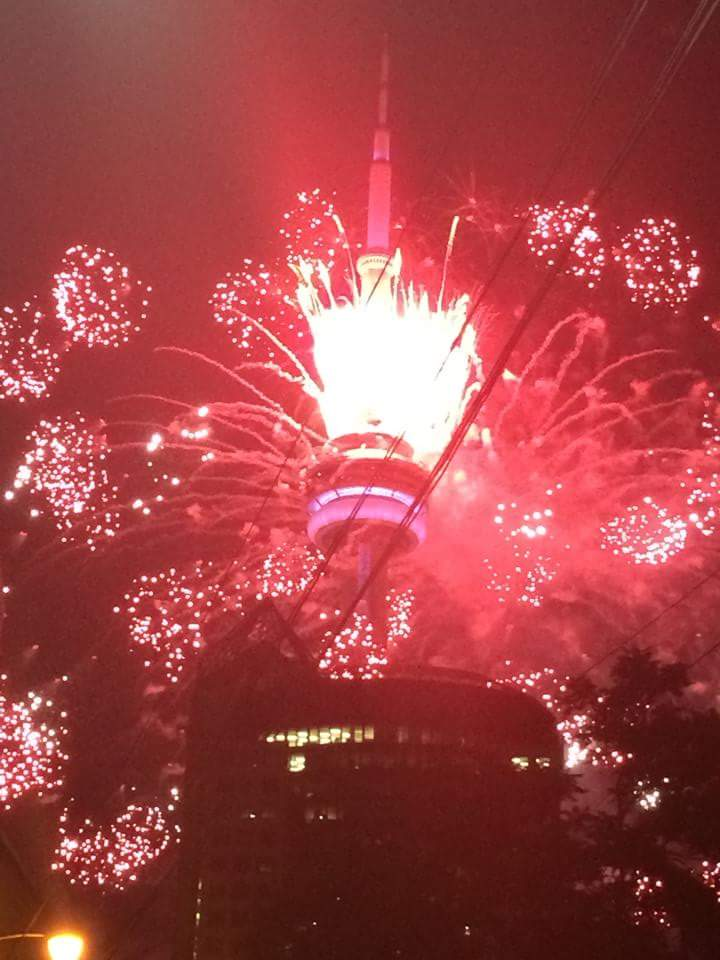
Queima de fogos na CN Tower, durante a cerimônia de abertura

A cerimônia de abertura dos Jogos Pan-Americanos de 2015 foi realizada dia 10 de julho de 2015, iniciada as 18:45 EDT (22:45 UTC) no Rogers Centre, em Toronto, Ontário, Canadá. A cerimônia de abertura foi produzida e dirigida pelo Cirque du Soleil. A produção se tornou o maior evento produzido pela empresa.

## Programa
A CN Tower, que está localizada ao lado do Rogers Centre foi utilizada para a queima de fogos vista na cerimônia. Em 2015, foi anunciado que o Cirque du Soleil buscava 115 crianças e 50 dançarinos de hip-hop (que foi dirigido pelo produtor canadiano Luther Brown) para fazer parte do show. Após as audições, 133 crianças e jovens foram selecionado para se apresentar na cerimônia.
O governador geral David Johnston abriu oficialmente os jogos e o ex-jogador de basquete Steve Nash foi o responsável pela tocha Pan-Americana. Outras características tradicionais, como o desfile das nações e a iluminação do estádio da cerimônia também foram realizadas como parte da cerimônia.